# 雪兔號列車
雪兔（日语：／ Sunōrabitto */?）號列車是曾行走於越後湯澤站至直江津站之間已廢止的快速列車（正式類別為超快速列車）。

## 概要
在2015年3月14日北陸新幹線長野站至金澤站之間開通，同時實施時間表修正，特急「白鷹」被廢除，北越急行以「比快速更快的列車」作為概念，開設了此列車，以維持方便性和速度性，該列車並成為了北越急行最快速的列車。若北陸新幹線伸延開通而使「白鷹」被廢除的話，北越急行將會累計有超過130億日圓利潤。由於北越急行採取留存收益的制度，因此「雪兔」列車設定為不需額外收費，以提高使用量與車費收入。
「雪兔」列車行走於越後湯澤站至直江津站之間，途經北越急行北北線，擔當起十日町市、上越市連接東京之間的鐵路服務之一。特別是在從直江津站出發，於乘坐列車前往上越妙高站再轉乘北陸新幹線的時候，所需時間比較差，而乘坐此列車於越後湯澤站轉乘新幹線的話，車費連同特急收費可節省1,000日圓以上。而這個就是「雪兔」列車的一個賣點。

### 列車名稱
列車愛稱是取自公開招募，在3,214個名稱中，最多人選擇「雪兔」。這是由於在「白鷹」的時代，當時由北越急行擁有的681系與683系之車輛愛稱為「Snow Rabbit Express」。為了保留「白鷹」的思想便使用了該車輛的愛稱。

## 運行概況

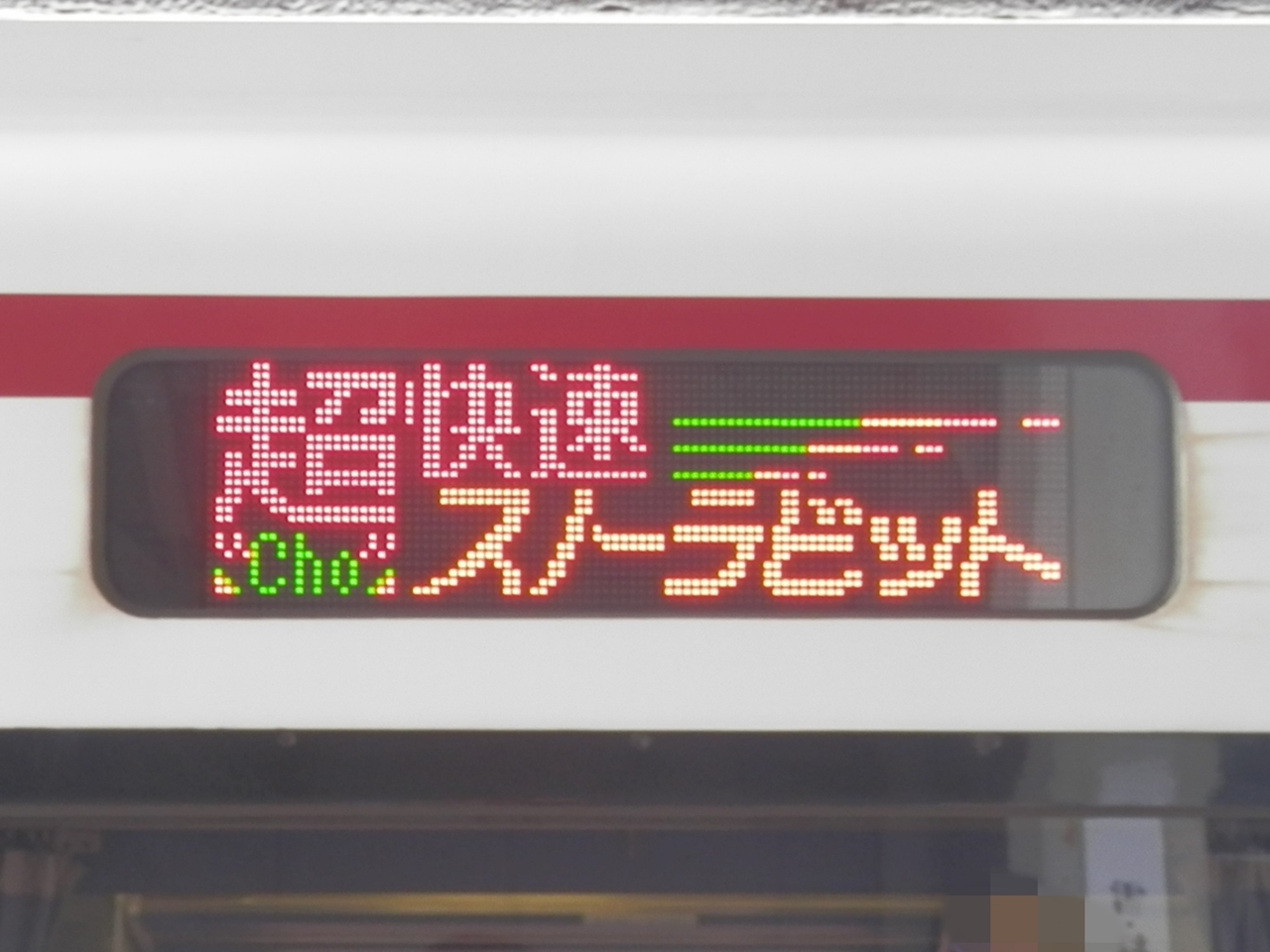
「超快速雪兔」側面顯示牌

在2022年3月時間表修正時，「雪兔」只有下行1班，從越後湯澤站前往直江津站。與北北線其他列車一樣，都是一人控制列車。列車到達直江津站會改變列車編號和變為普通列車，繼續直通前往越後心動鐵道妙高躍馬線新井站。為了乘客於越後湯澤站轉乘上越新幹線，於上越妙高站轉乘北陸新幹線，「雪兔」的時間表會配合新幹線的列車到站與出發時間。
在2015年當初開始營運時設有上行列車班次，當時每日設有1個往返班次。當時所有班次途中只停靠十日町站一站。使越後湯澤至直江津之間全長84.2公里路段最快只需要57分鐘便完成，該區間的表定速度為88.6km/h，如果只計算北北線內的區間，更達到99km/h。比當時的西日本旅客鐵道新快速（在設有通過車站的區間（米原站 - 姬路站）全長198.4公里，需時2小時26分，表定速度為約83km/h。在JR京都線內的路段全長42.8km，需時28分鐘，表定速度為約92km/h）與快速「Marine Liner」（表定速度為約82km/h）更快，成為了不需要收取特別費用的最快列車。
在2016年3月起，增加1班單向下行列車從越後湯澤站前往直江津站，便「雪兔」共有1.5個往返班次，該增加的列車多停靠3個車站。在2022年3月時間表修正起，1個往返班次被廢除，變為只有下行1班。
自2023年3月18日改點起，「雪兔」正式廢除。

### 停車站
截至2022年3月12日的資料：
越後湯澤站 → 六日町站 → 十日町站 → 松代站 → 蟲川大杉站 → 直江津站
- 只有下行班次。
- 直江津 - 新井之間為沒有愛稱的普通列車，並且各站停車。

### 使用車輛
「雪兔」使用HK100形1卡或2卡編成行走。有時會使用活動對應車輛「夢空」編成。

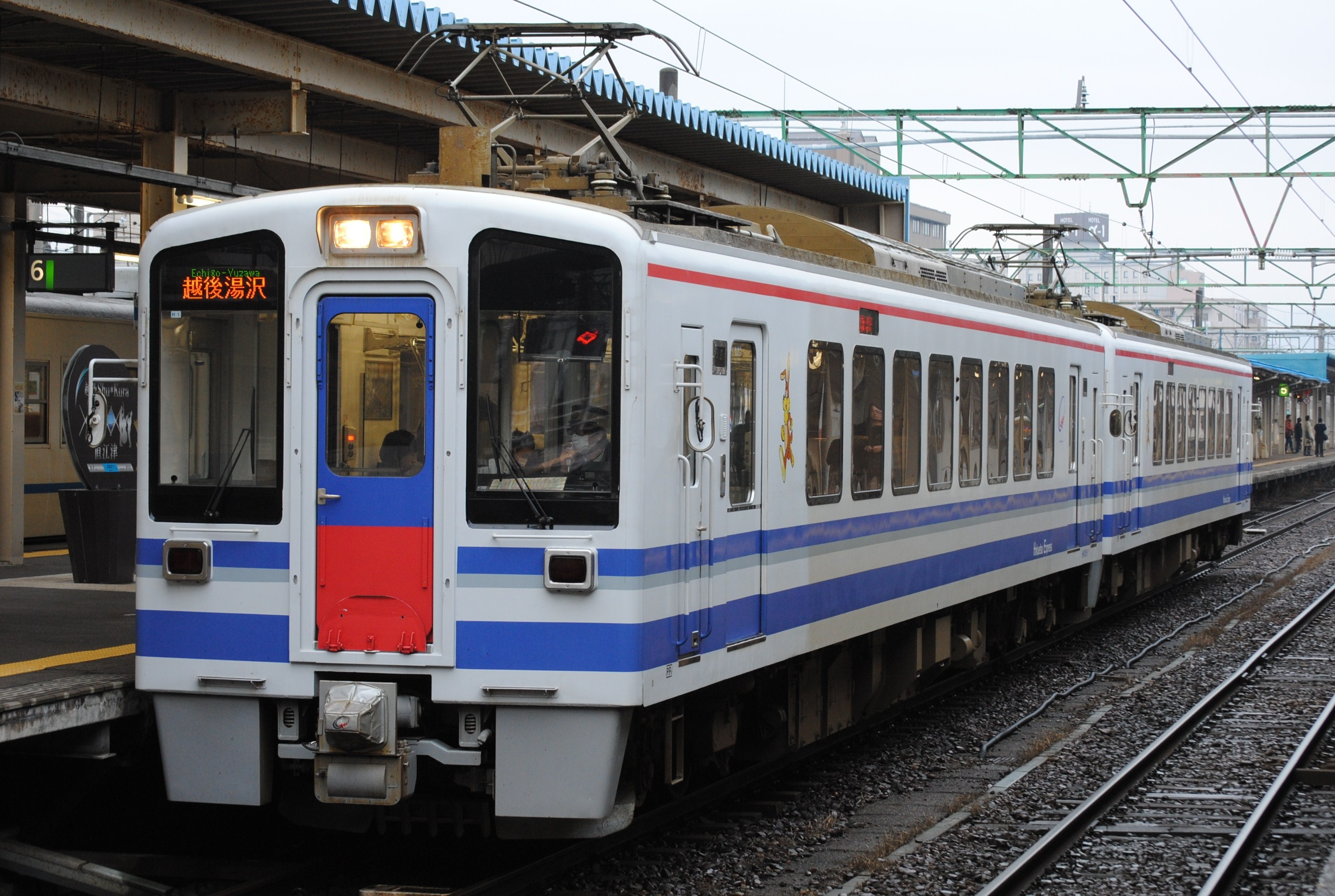
HK100形
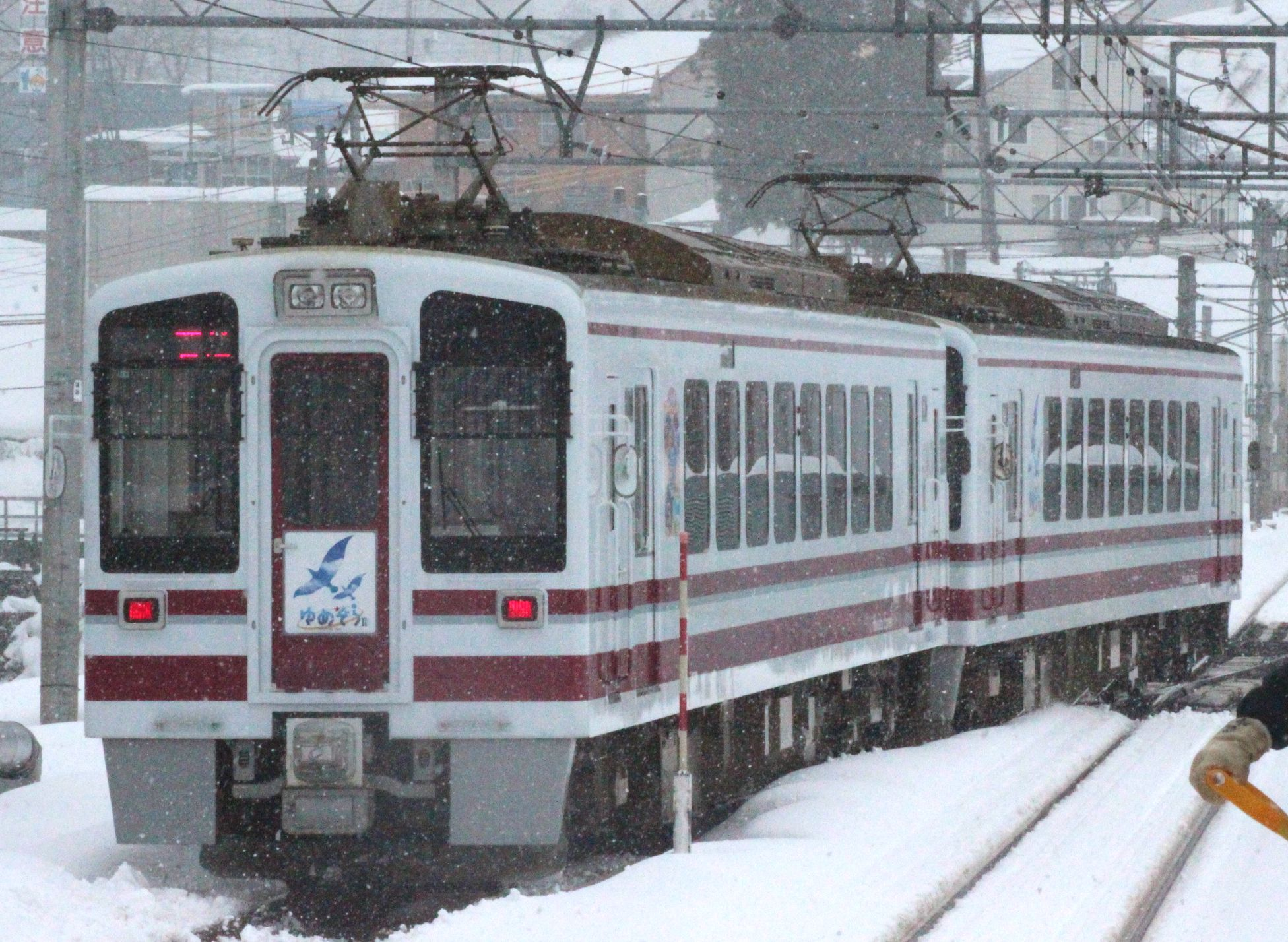
HK100形「夢空II」

## 歷史
- 2014年（平成26年）
  - 11月4日 - 發表將會開設超快速列車（暫名）[5]。
  - 12月19日 - 列車名稱決定使用「雪兔」[6]。
- 2015年（平成27年）3月14日 - 開設行走於越後湯澤至直江津之間的「雪兔」，共有1個往返班次。兩班都會直通至妙高躍馬線新井站，在直江津至新井之間變為沒有愛稱的普通列車。
- 2016年（平成28年）3月26日 - 增加下行1班列車班次，增加的班次加停六日町站、松代站和蟲川大杉站。直通妙高躍馬線的班次由原來的1個往返班次變為下行1班。
- 2020年（令和2年）3月14日 - 上行列車班次加停蟲川大杉站、松代站和六日町站[7]。另外，乘坐妙高躍馬線的乘客可於直江津站月台對面轉乘「雪兔」列車[8]。
- 2022年（令和4年）3月12日 - 1個往返班次廢除。自此便沒有上行列車班次，只有下行1班。在同一時段開設替代列車，部分前後一班列車延長行駛區間[9][10]。
- 2023年（令和5年）3月18日 - 「雪兔」降級為普通列車，「雪兔」被廢除[11]。

## 注腳
1. ↑  . 北越急行.   [2016-07-16]. （原始内容存档于2023-04-01） （日语）.
2. 1 2  栗原景. . 東洋經濟online. 2015-08-01  [2016-07-03]. （原始内容存档于2020-12-03） （日语）.
3. 1 2  恵知仁. . 乗りものニュース. 2015-02-20  [2016-07-09]. （原始内容存档于2023-03-04） （日语）.
4. ↑  . Response.（日语：Response.）. 2014-12-20  [2016-07-09]. （原始内容存档于2023-03-04） （日语）.
5. ↑   (PDF) (新闻稿). 北越急行株式会社・えちごトキめき鉄道株式会社. 2014-11-04  [2016-07-21]. （原始内容存档 (PDF)于2023-04-02） （日语）.
6. ↑   (PDF) (新闻稿). 北越急行株式会社・えちごトキめき鉄道株式会社. 2014-12-19  [2016-07-21]. （原始内容存档 (PDF)于2023-03-04） （日语）.
7. ↑   (PDF) (新闻稿). 北越急行. 2019-12-13  [2020-02-19]. （原始内容存档 (PDF)于2023-04-02） （日语）.
8. ↑  . マイナビニュース. 2019-12-15  [2020-02-19]. （原始内容存档于2023-03-04） （日语）.
9. ↑   (PDF) (新闻稿). 北越急行. 2021-12-17  [2021-12-17]. （原始内容存档 (PDF)于2022-02-03） （日语）.
10. ↑  . マイナビニュース. 2021-12-19  [2021-12-24]. （原始内容存档于2023-03-04） （日语）.
11. ↑   (PDF) (新闻稿). 北越急行株式会社. 2022-12-16  [2022-12-16]. （原始内容存档 (PDF)于2023-06-30） （日语）.

## 外部連結
- 使用指南 （页面存档备份，存于）（日語） - 北越急行官方網站